# فرایند تجربی
در نظریه احتمال، یک فرایند تجربی (به انگلیسی: Empirical process) یک فرایند تصادفی است که انحراف تابع توزیع تجربی را از انتظار آن مشخص می‌کند. در نظریه میدان میانگین، قضایای حدی (با زیاد شدن تعداد اشیا) در نظر گرفته می‌شوند و قضیه حد مرکزی را برای معیارهای تجربی تعمیم می‌دهند. کاربردهای تئوری فرآیندهای تجربی در آمار ناپارامتری به وجود می‌آید.